# Субмарино (напиток)
Субмари́но (исп. Submarino) — традиционный горячий напиток в Аргентине и Уругвае. При его приготовлении плитку или батончик шоколада помещают в чашку горячего молока и перемешивают ложкой до растворения шоколада. Название, по всей видимости, объясняется тем, что плавающий в молоке шоколад напоминает подводную лодку в море.
Субмарино является преимущественно зимним напитком. Традиционно подается в высоком стакане с металлическим подстаканником с ручкой, чтобы во время употребления не обжечься, поскольку молоко нагревается до высокой температуры, чтобы погруженный в него шоколад мог полностью раствориться.